# Stawiec (powiat nowodworski)
Stawiec (niem. Neuteichsdorf) – osada w Polsce położona w województwie pomorskim, w powiecie nowodworskim, w gminie Nowy Dwór Gdański na obszarze Wielkich Żuław Malborskich. Wieś jest siedzibą sołectwa Stawiec, w skład którego wchodzą również miejscowości Lubieszewo Pierwsze i Lubiszynek Drugi.
W latach 1975–1998 miejscowość administracyjnie należała do województwa elbląskiego.

## Zabytki

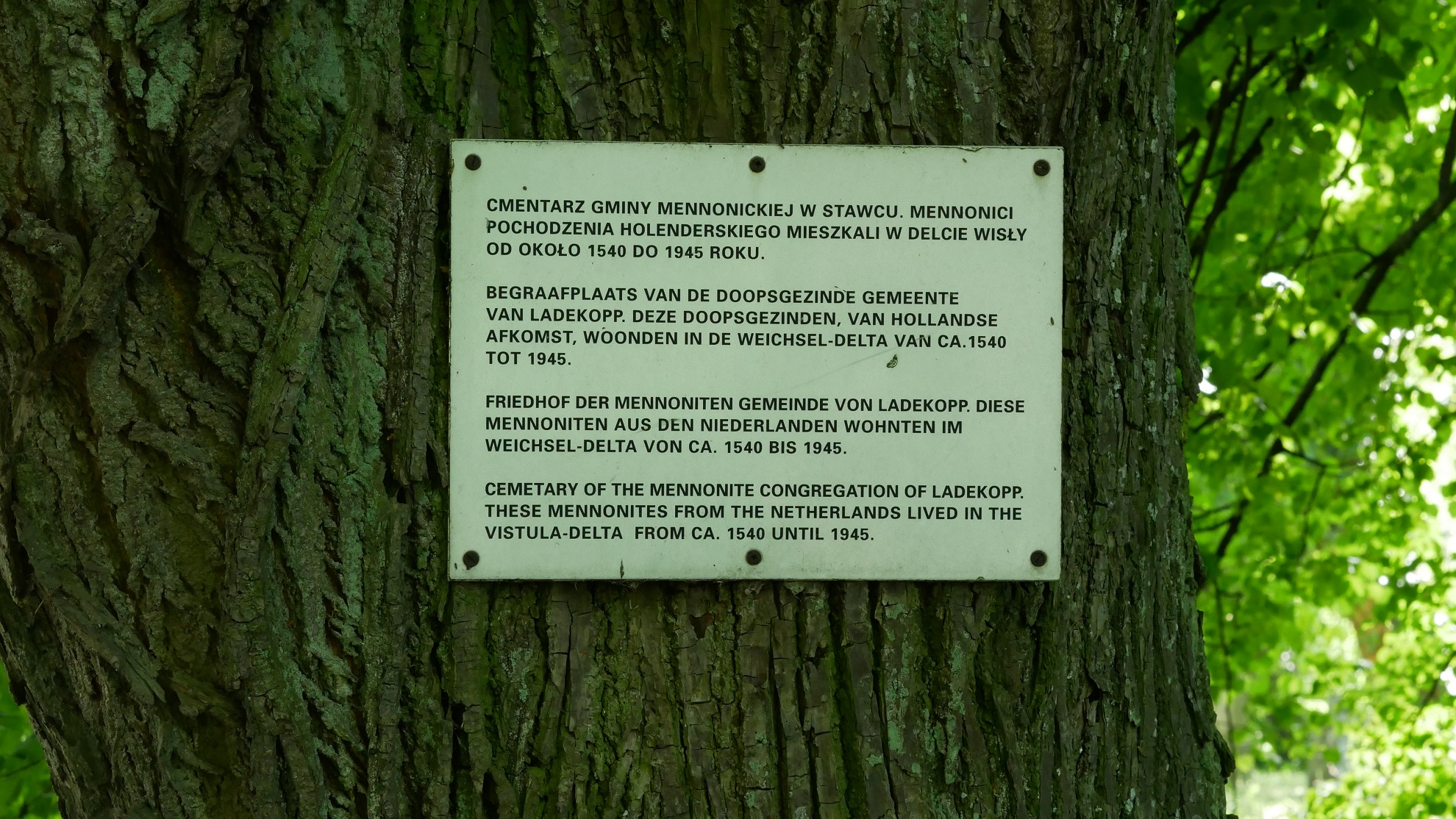
Tablica informacyjna na cmentarzu mennonickim

Według rejestru zabytków NID na listę zabytków wpisany jest cmentarz mennonicki, nr rej.: A-1243 z 14.08.1988.
Niewielki, zadbany cmentarz mennonicki pochodzi z XVIII w., zachowało się kilkanaście nagrobków (steli i tumb). Zachował się rozkład przestrzenny cmentarza oraz stary drzewostan.